# إسهال الرضع المزمن
إسهال الرضع المزمن ويُعرف باسم إسهال الطفل المبتدئ (بالإنجليزية: Toddler diarrhea)‏ هي حالة شائعة عادةً ما تُصيب الأطفال الذين تتراوح أعمارهم بين 6 و 30 شهرًا، وعادةً ما تنتهي في عمر 4 سنوات. تشمل أعراضها حركاتٍ مُتعددة رخوة في الأمعاء في اليوم، وفي بعض الأحيان يكون الطعام غير مهضوم مرئيًا، ويكون النمو طبيعيًا دون وجود أعراضٍ لسوء التغذية، كما لا يوجد دمٌ في البراز أو عدوى. قد تكون الحالة مرتبطة بمتلازمة القولون العصبي. ووفقًا لمنظمة الصحة العالمية، فإن مرض الإسهال هو ثاني أكبر سبب لوفاة الأطفال في سن الخامسة أو أقل. يودي مرض الإسهال بحياة 525,000 طفل أو أكثر سنوياً. يتميز الإسهال بأنه حالة خروج ثلاث حركات أمعاء رخوة أو مائية أو أكثر خلال يوم واحد مع ظهور طعام غير مهضوم أحياناً. ينقسم الإسهال إلى ثلاث فئات سريرية؛ الإسهال الحاد الذي قد يستمر لعدة ساعات أو أيام، والإسهال الدموي الحاد المعروف أيضاً باسم الزحار، وأخيراً الإسهال المزمن أو المستمر الذي يستمر من 2-4 أسابيع أو أكثر. يكون النمو طبيعيًا مع عدم وجود دليل على سوء التغذية لدى الطفل الذي يعاني من الإسهال المستمر. في الإسهال المزمن لا يوجد أي دليل على وجود دم في البراز ولا توجد أي علامة على وجود عدوى. قد تكون الحالة مرتبطة بمتلازمة القولون المتهيج. هناك العديد من الفحوصات التي يمكن إجراؤها لاستبعاد الأسباب الأخرى للإسهال التي لا تندرج تحت المعايير المزمنة، بما في ذلك فحص الدم وتنظير القولون وحتى الفحوصات الوراثية. معظم حالات الإسهال الحاد أو الشديد لها إرشادات علاجية تدور حول الأدوية التي تصرف بوصفة طبية أو بدون وصفة طبية (المعروفة أيضاً باسم الأدوية التي تصرف بدون وصفة طبية أو بدون وصفة طبية) بناءً على السبب، لكن بروتوكولات علاج الإسهال المزمن تركز على تعويض الجسم بالسوائل والشوارد المفقودة لأنه لا يوجد عادةً سبب قابل للعلاج.

## العلامات والأعراض
يتميز إسهال الأطفال حديثي الولادة والرضع ببراز مائي أو أكثر في اليوم الواحد يستمر لمدة 2-4 أسابيع أو أكثر. قد يكون براز الأطفال حديثي الولادة والرضع عادةً ليناً ومتكرراً، إلا أن أي تغيرات ملحوظة في تكرار البراز أو شكله (أي مائي) يمكن أن تشير إلى إسهال الأطفال الصغار. قد تشمل الأعراض الأخرى القشعريرة والحمى وآلام البطن أو التقلصات والغثيان و/أو القيء وقد يلاحظ أيضاً وجود طعام غير مهضوم و/أو مخاط في البراز. قد تشمل الأعراض الأكثر خطورة البراز الدموي وفقدان الوزن والبراز الدهني و/أو آلام البطن الشديدة.
بصرف النظر عن هذه العلامات والأعراض، يظهر الرضع والأطفال كأفراد أصحاء يتمتعون بزيادة وزن مناسبة (مع الأخذ في الاعتبار تناول سعرات حرارية كافية)، وأنماط حياة نشطة، وشهية طبيعية.

### المضاعفات
تشمل المضاعفات المحتملة المرتبطة بإسهال الأطفال الصغار سوء الامتصاص والجفاف.
يؤثر سوء الامتصاص على الأمعاء الدقيقة ويؤدي إلى ضعف امتصاص العناصر الغذائية المهمة من النظام الغذائي للرضيع أو الطفل، مما يؤدي إلى سوء التغذية. يُشار إلى سوء الامتصاص بأعراض الانتفاخ وتغيرات الشهية وفقدان الوزن و/أو الغازات.
ويحدث التجفاف عندما لا يكون هناك كمية كافية من السوائل لتعويض زيادة فقدان السوائل والشوارد التي قد تنتج عن الإسهال المزمن. ويشار إلى الجفاف بأعراض العطش وغياب الدموع عند البكاء وقلة التبول وجفاف الفم و/أو انخفاض الطاقة.

## التشخيص

### التشخيص التفريقي
قبل إجراء التشخيص لإسهال الطفل المبتدئ، يجب استبعاد الحالات التالية:
- داء بطني (عدم تحمل غلوتين الحنطة)
- تليف كيسي
- سوء امتصاص السكر
- حساسية الطعام

## العلاج
وفقًا لأطباء المعهد الوطني للسكري وأمراض الجهاز الهضمي والكلى (NIDDK)، فإن علاج سبب الإسهال المزمن لدى الأطفال الرضع يكون في المقام الأول من خلال النظام الغذائي (مثل تجنب الأطعمة التي لا تتحملها أجسامهم مثل الغلوتين واللاكتوز والفركتوز والسكروز) ويمكن زيادة الألياف الغذائية والدهون وتقليل تناول السوائل، وخاصةً تناول عصير الفاكهة. في ظل هذه الاعتبارات، يوصي أطباء المعهد الوطني للأمراض والوقاية منها (NIDDK) بأن يستهلك الأطفال نظامًا غذائيًا متوازنًا طبيعيًا حسب أعمارهم لتجنب سوء التغذية أو تقييد النمو.
لا توصي مراكز السيطرة على الأمراض والوقاية منها بالأدوية التي لا تستلزم وصفة طبية مثل اللوبيراميد للأطفال دون سن 6 سنوات لأنها لا تعالج السبب الكامن وراء الحالة وفقًا لما ذكره الطبيب بنجامين أورتيز, وهو طبيب أطفال في مكتب علاجات الأطفال التابع لإدارة الغذاء والدواء الأمريكية، لا يوصى باستخدام سبساليسيلات البزموت للأطفال دون سن 12 عامًا لأن محتوياته، بما في ذلك المغنيسيوم والألومنيوم والبزموت، لا يتم التخلص منها بسهولة من أجسامهم، مما يجعلهم أكثر عرضة للإصابة بالأذى.
أظهرت الدراسات أن بعض مستحضرات البروبيوتيك مثل لاكتوباسيلوس رامنوسوس (بكتيريا) وساكاروميس بولاردي (خميرة) قد تكون فعالة في تقليل مدة وشدة الإسهال في الحالات الحادة نتيجة التهاب المعدة والأمعاء، بينما وجدت دراسات أخرى أن استخدام البروبيوتيك ليس له تأثير على طول مدة الإسهال لدى الأطفال الصغار.
في حين أن علاجات الإسهال المزمن في مرحلة الطفولة ليست واضحة المعالم، إلا أنه من الضروري معالجة مضاعفات الجفاف التي قد تنشأ عن الإسهال المزمن من خلال توصية إرشادات الأكاديمية الأمريكية لطب الأطفال (AAP) بالعلاج بالإماهة الفموية (ORT). يجب أن يتكون محلول الإماهة الفموية (ORS)، الذي أوصت به كل من الأكاديمية الأمريكية لطب الأطفال ومنظمة الصحة العالمية (WHO)، من 50-90 ملي مكافئ صوديوم/لتر و2% جلوكوز أو كربوهيدرات معقدة أخرى. يمكن العثور على محلول الإماهة الفموية بسهولة في الولايات المتحدة لأنه متاح بدون وصفة طبية. الكمية المعتادة من أملاح الإماهة الفموية هي 50 مل/كجم على مدى 4 ساعات في حالة الجفاف الخفيف و100 مل/كجم على مدى 4 ساعات في حالة الجفاف المعتدل مع 10 مل/كجم إضافية لكل براز رخو. كرر نظام الإعطاء هذا طالما استمرت علامات الجفاف وأعراضه. من المهم اتخاذ تدابير مبكرة للحفاظ على الترطيب. إلى جانب العلاج بالإماهة الفموية توصي منظمة الصحة العالمية بتناول مكملات أقراص الزنك بمقدار 20 ملغ لمدة 10-14 يومًا، مشيرة إلى أن ذلك سيقلل من مدة الإسهال وربما يحسن النتائج الضارة.
يوصي المعهد الوطني للأمراض والوقاية منها بزيارة الطبيب عندما يعاني الطفل من براز يحتوي على صديد أو دم (أسود أو قطري أو يشبه القهوة المطحونة)، أو علامات الجفاف، أو الإسهال لمدة تزيد عن 24 ساعة، أو حمى تبلغ 102 درجة أو أكثر.